# Ricardo Chab
Ricardo Jota Chab (Santa Isabel do Ivaí, 3 de fevereiro de 1958 - Curitiba, 3 de outubro de 2019) foi um empresário, jornalista e político brasileiro.

## Biografia
Ricardo Chab nasceu no interior do estado do Paraná em 1958 e mudou-se para a capital, Curitiba, em 1979, para cursar o ensino superior. Para manter os estudos, começou a trabalhar como "gillette press" (termo cunhado nas redações de rádios para o funcionário que recorta matérias de jornais para serem lidos nos programas) na Rádio Colombo.

### Carreira ligada ao jornalismo
Formado em Jornalismo pela Universidade Federal do Paraná em 1983 e trabalhando como funcionário da Rádio Colombo, no início da década de 1980 foi promovido a radialista, apresentando o programa policial "Agente Colombo", das 23 às 24 horas, diariamente.
Nas décadas de 1980, 1990 e 2000, trabalhou como radialista em várias rádios de Curitiba e região, e a partir de 2002, passou a ser apresentador de programa policial na televisão, como "O Tribuna na TV" na TV Iguaçu e o programa "Na Hora do Almoço", na RIC TV.

### Empresário
Em 2008, comprou a Radio Eldorado AM de São José dos Pinhais de propriedade do apresentador Ratinho e renomeou para Radio Mais AM.

### Política
Em meados da década de 1980, filiou-se ao PTB e concorreu a uma vaga de vereador de Curitiba em 1988, não obtendo sucesso. Em 1990, concorreu para deputado estadual na Assembleia Legislativa do Paraná e conseguiu uma suplência pelo partido. Em 1994, já no PMDB, foi eleito deputado estadual com com 32.707 votos. Em 1998, retornando para o PTB, foi reeleito para a Assembleia Legislativa do Paraná, com 38.427 votos. Em 2002, na tentativa de reeleição para o mesmo cargo e com apenas 22.856 votos, não foi eleito e seus votos não foram suficientes nem para uma vaga de suplência pelo PMDB.
Nos oitos anos que exerceu o mantado de deputado, foi o autor da lei que criou o Serviço de Investigações sobre Crianças Desaparecidas no Paraná (Sicride), em 1995, e também fez a lei que estabelecia a fixação de cartazes com fotos para identificação de crianças desaparecidas nos ônibus intermunicipais com concessão ou permissão para funcionar no estado, em 1996, entre outras.

### Prisão e condenação
Em 25 de abril de 2008, Ricardo Chab foi preso em flagrante, em sua empresa, pelo delito de extorsão praticado contra um empresário do ramo de segurança privada de Curitiba. A investigação que levou o jornalista para a prisão, decorreu de extorsão que Chab praticou contra o empresário, dono da Centronic, para que em sua rádio e no seu programa de televisão ("Na Hora do Almoço", na RIC TV) não ocorrerem mais matérias jornalisticas ou explorasse imagens da empresa envolvida no crime que ficou conhecido como o "Caso Centronic".
Em julho de 2009, Chab foi condenado pela 8ª Vara Criminal da Comarca de Curitiba a 13 anos e 4 meses de prisão em regime fechado.
Caso Centronic
O crime ocorreu em outubro de 2007, quando seguranças da empresa de segurança privada Centronic, torturaram e mataram o estudante Bruno Strobel Coelho (filho caçula do jornalista e cronista esportivo Vinícius Coelho) por pichações no muro da Clinicor, em Curitiba. Seu corpo foi encontrado, dias depois do crime, na cidade de Almirante Tamandaré.

## Morte
Em 29 de setembro de 2019, Ricardo Chab deu entrada no Hospital Marcelino Champagnat em Curitiba, a princípio com um quadro de tosse. Logo foi constatado que havia sofrido um enfarte e no decorrer do internamento, seu estado de saúde se deteriorou, vindo a morrer no dia 3 de outubro.